# LOVELY QUEST
《LOVELY QUEST》是HOOKSOFT製作于2012年9月28日发售恋爱冒险類型的成人遊戲。原本GN Software預定《LOVELY QUEST -Unlimited-》發售PlayStation Portable版但後來變更成2014年3月27日發售PlayStation Vita版。游戏主题是，“探索纯爱，体验腼腆少女的可爱”。

## 故事介绍
天之户河学园最近风气不是很好，许多学生当众谈恋爱，不顾及旁人眼光，造成了恶劣影响。学校为了制止这种不正当的异性交往、修正学生的恋爱路线，成立了Lovely Smile委员会。樱庭善一就是这个委员会的唯一成员。他要根据理事长的要求，以及学校学生的建议，与校内的女生合作，找寻“纯爱”的界限。

## 登场人物
- 聲：PC版／PS Vita版

### 主要角色
樱庭善一
本作的主人公。和妹妹两个人一起住。每日的饭菜由羽美帮忙料理。爱好是盆景，喜欢吃煎餅。他身为妹控却没有自觉，经常对妹妹说出一些让人误解的话。父母都在国外教授日语和日本文化。因为有这样的父母，他比较杂学。擅长文史类科目，但英语较差。
在理事长的“拜托”下，他成为了Lovely Smile活动的小白鼠，以检验什么才是“纯洁的恋爱”。其他几位女主角作为候选搭档，和他一同参加活动。每一次得到课题，他都应该从女主角里选择一位共同完成。
瑚乃濑羽美（声优：星咲イリア／咲乃藍里）　身高：155cm 三围：B87/ W56/ H85
善一的鄰居及青梅竹馬。为父母出差在外的善一做饭。
对善一抱有好感，迟钝的善一并没有发觉这件事。周围的人都知道她喜欢善一，并在一旁支持她。遇到难为情的事情，就变得特别脸红甚至会神智不清，这一点经常被好友彩华拿来捉弄她。学习吃力，成绩不好。
樱庭水穗（声：森谷實園／吉田真弓）　身高：152cm 三围：B80/ W51/ H79
善一的亲妹妹。在学校，她成绩优秀，很受欢迎，在家中卻很随性，还会粘着哥哥。平时直呼童年伙伴羽美的名字，但在外人面前，对羽美和善一都用敬称。
善一选择其他女主角的时候会吃醋。
艾诺·缇娅·顾塞芬（声：／深田愛衣）　身高：144cm 三围：B72/ W47/ H75
寄宿在彩华家里的留学生。非常喜欢日本语言和文化。性格活泼好动，有些小孩子气。在祖国时，曾是善一父母的学生。她的留学也是善一的父母推荐的。
本国的文化中，拥抱是很自然的事情，甚至是一种问候。不过如果拥抱的对象是善一，她还是会脸红的。
八乙女彩华（声：豊足惠名／清水愛）　身高：153cm 三围：B83/ W53/ H80
羽美和善一的同班同学。她平时的服装是和服，家里也是一座日式房屋。她最喜欢吃白玉团子。
性格不搭调，有自己独特的爱情观。喜欢给朋友们起独特的绰号。
仁科绫花（声：／同左）　身高：164cm 三围：B91/ W57/ H89
天之户河学园学生会副会长。样貌秀丽，成绩优异，体育过人，受到学校同学的仰慕。她以监督的名义参加了理事长背着学生会建立的Lovely Smile活动。她在附属校的时候，就是羽美在“料理社团”的前辈，现在也和羽美關係亲密。
身为大姐姐，她会表现得沉稳。不过她内在的可爱在善一的面前显露出来的时候，她也会感到不好意思。

### 其他角色
八乙女初音（声：／）
彩华的亲妹妹，水穗的同班同学及好友。她心灵手巧，乐观开朗，笑容从未停歇。
完成游戏的任意角色路线后可以攻略。
藤井柚菜（声：／神保巴）
天之户河学园的学生会长。
责任感很强，失败、犯错的时候总是自责，经常得到好友绫花的安慰。
荻山铃乃（声：／近藤祐記）
善一的同班同学。在家庭餐馆打工，热爱劳动。
犬饲孝（声：門倉宗一／宮脇稅）
善一在附属学校时期结交的损友。相貌英俊，成绩突出，却公开宣称自己不喜欢人类的少女，这让他没有女人缘。他唯一喜欢的是动物，一说到自己家的宠物猫维多利亚，他便口若悬河地谈论他们之间的“爱情”，一发不可收拾，给旁人造成了许多困扰。
芹泽纱希（声：白州妙／）
善一的班主任。传闻是不良少女出身。大家经常亲切地称呼她为“纱纱”。班级裡乱糟糟不听话的时候，她能够用一句话控制场面。
理事长（声：／）
天之户河学园的理事长，羽美的祖母。她是建立Lovely Smile委员会的人。她和善一的祖父母是好友，因而两个家族是世交。她经常和善意与羽美开玩笑说要“早点抱上孙子”。心里考虑恶作剧的时候，会发出怪笑。

## 用語
Lovely Smile委员会
为了检验恋爱行为的纯洁性而设立的委员会。由理事长直接管控，成立后也由学生会协管。成员是樱庭善一，搭档候补是五位女主角。
Lovely Smile活动
检验课题的活动。课题由理事长提出，或者从意见箱中选取。课题多种多样，不乏一些过火的内容。课题由委员选择女搭档完成，并从中体会恋爱的行为。完成课题之后，女搭档要向理事长提交活动报告，理事长通过报告判断课题中的内容是否纯洁。如果被认为是不纯洁的，学校就会取缔类似的行为。

## 工作团队
- 原作：HOOKSOFT
- 原画：、
- 劇本：、
- 音乐：Sound Studio B
- 图形总监：真海
- 编辑：
- 广告：伊藤直子
- 監製：山根呂兵
- 制作人：亞佐實晶
- 行政管理：kei

## 主題歌
- 主題歌《Pure Love, True Love》

作詞：　:作曲／編曲：Meis Clauson　演唱：
- 插入歌《Love you…》

作詞：　作曲／編曲：　演唱：Ceui

## 評價
《LOVELY QUEST》在日本美少女游戏与动画相关商品销售网站Getchu.com的2012年9月销量榜上排名第3名《Fami通》1320號的クロスレビュー對PlayStation Vita版給予28/40分並且進入銀殿堂。